# Amphianthus armatus
Amphianthus armatus är en havsanemonart som beskrevs av Oscar Henrik Carlgren 1928. Amphianthus armatus ingår i släktet Amphianthus och familjen Hormathiidae. Inga underarter finns listade i Catalogue of Life.